# Kraussara
× Kraussara, (abreviado Krsa) en el comercio, es un híbrido intergenérico entre los géneros de orquídeas Broughtonia × Cattleya × Diacrium × Laeliopsis. Fue publicado en Orchid Rev.  91(1082, cppo): 12 (1983).